# Pep & Rash
Pep & Rash es un dúo holandés de DJs y productores de música electrónica, provenientes de Goes, un pueblo pequeño de Zeeland (Holanda), compuesto por Jesse van de Ketterij  y Rachid El Uarichi.

## Discografía

### Sencillos
| 2015                                                                      | "Rumors"                   | 63 | 17 |  |
| 2016                                                                      | "Love The One You're With" | 79 | —  |  |
| "—" Denota un sencillo el cual no fue publicado en ese territorio o país. |                            |    |    |  |

### Otros Sencillos
- 2013: Rocksus [NewLight Records]
- 2013: Hai Hai Hai [Bongo Tone]
- 2013: Epifania (con Funky Ro) [Bongo Tone]
- 2013: Te Te Ma [Bongo Tone]
- 2013: Unda (con Santos Suárez) [Moganga]
- 2014: Fatality (Quintino Edit) [SPRS]
- 2015: Rumors [Spinnin' Deep]
- 2015: Red Roses [Spinnin' Records]
- 2015: Red Roses (Let Her Go) (Vocal Edit) [Spinnin' Records]
- 2015: Sugar (con Shermanology) [Spinnin' Deep]
- 2015: White Rabbit (con Sander van Doorn) [Spinnin' Records]
- 2016: Enigma (con Lucas & Steve) [Spinnin' Records]
- 2016: Echo (ft Polina) [Spinnin' Records]
- 2017: The Stars Are Mine (con Chocolate Puma) [Spinnin' Deep]
- 2017: Feel Alive (con Lucas & Steve) [Spinnin' Records]
- 2017: Break Down (featuring D-Double) [Musical Freedom]
- 2017: Underground [Future House Music]
- 2017: Ruff Like This (con Watermät) [Spinnin' Deep]
- 2018: Bombaclat [Spinnin' Records]
- 2018: Together Forever (con Chocolate Puma) [Spinnin' Records]
- 2019: Bang Beatz [Musical Freedom]
- 2019: Guestlist (con Bram Fidder) [Spinnin' Deep]

### Remixes
- 2013: Jay Ennes, Troy Denari - When You Say This (Pep & Rash UK Mix) [Madhouse Records]
- 2013: Santos Suarez - Pipa (Pep & Rash Remix) [Bongo Tone]
- 2014: R3hab, Trevor Guthrie - Soundwave [Spinnin' Remixes]
- 2015: Tchami featuring Kaleem Taylor - Promesses (Pep & Rash Remix) [Fool's Gold Records]
- 2015: Alesso - Sweet Escape (Pep & Rash Remix) [Refune Records]
- 2015: Hardwell, Headhunterz featuring Haris - Nothing Can Hold Us Down (Pep & Rash Remix) [Revealed Recordings]
- 2017: The Knocks featuring Sam Nelson Harris - HEAT (Pep & Rash Remix) [Big Beat/Neon Gold]